# МакЛінток!
«МакЛінток!» — кінофільм режисера Ендрю В. МакЛаглена, що вийшов на екрани в 1963 році.

## Зміст
Багатий скотар і землевласник Джордж Вашингтон МакЛінток - справжній король дикого заходу. Йому належать всі ранчо, шахти і лісопилки в окрузі, і при цьому він примудряється залишатися чесною і добропорядною людиною з незаплямованою репутацією. У його житті є лише одна проблема - дружина-втікачка Кетрін, яка раптово знову з’явилася на порозі його будинку.

## Ролі
| Актор           | Роль |
| --------------- | ---- |
| Джон Вейн       | -    |
| Морін О'Гара    | -    |
| Патрік Вейн     | -    |
| Стефані Паверс  | -    |
| Джек Крушен     | -    |
| Чілл Віллс      | -    |
| Івонн Де Карло  | -    |
| Джеррі Ван Дайк | -    |
| Едгар Баканан   | -    |
| Брюс Кебот      | -    |

## Знімальна група
- Режисер — Ендрю В. МакЛаглен
- Сценарист — Джеймс Едвард Грант
- Продюсер — Майкл Уейн
- Композитор — Френк Де Вол